# Alfons Czibulka
Alfons Wolfgang Czibulka (także: węg. Czibulka Alfonz ur. 14 maja 1842 w Spiskim Podgrodziu, zm. 27 października 1894 w Wiedniu) – węgierski pianista, kompozytor, dyrygent i kapelmistrz. Brat Romana Czibulki.
Karierę artystyczną rozpoczął w wieku 15 lat jako pianista, koncertując w południowej Rosji. Studiował grę na fortepianie w Bratysławie pod kierunkiem muzyka polskiego pochodzenia Karola Frajmanna z Kochłowic, a następnie w Wiedniu. W roku 1862 został dyrygentem opery francuskiej w Odessie. W latach 1864–1865 był dyrygentem w Wiener Neustadt, Innsbrucku, Trieście oraz Carlsteather w Wiedniu. Karierę kapelmistrzowską rozpoczął w 1866 roku w Bolzano w 17 Pułku Piechoty Austro-Węgier. W następnych latach kapelmistrz:
- 23 Pułku Piechoty Austro-Węgier w Budapeszcie 1869–1870,
- 20 Pułku Piechoty Austro-Węgier w Krakowie 1870–1871,
- 25 Pułku Piechoty Austro-Węgier w Pradze 1872–1880,
- 44 Pułku Piechoty Austro-Węgier w Trieście 1880–1894,

W 1889 roku pracował jako cywilny muzyk, głównie w Hamburgu będąc dyrygentem w „Concerthaus Flora”. Na krótko przed śmiercią ponownie został kapelmistrzem w Wiedniu w 19 Pułku Piechoty Austro-Węgier. Skomponował około 300 utworów, przede wszystkim marszów oraz wiedeńskiej muzyki tanecznej. Laureat I nagrody w Międzynarodowym Konkursie Muzycznym w Brukseli w 1880 roku. Został odznaczony przez cesarza Franciszka Józefa I prestiżowym Złotym Krzyżem Zasługi Cywilnej z Koroną, jako pierwszy kapelmistrz w historii. Przez serbskiego króla Milana I Obrenowicia odznaczony został Orderem Krzyża Takowy. Pochowany na Zentralfriedhof w Wiedniu.

## Operetki
- Pfingsten in Florenz (1884)
- Der Glücksritter (1887)

## Najbardziej znane dzieła
- Erzherzog Friedrich-Marsch op. 286 (1878)
- Stephanie-Gavotte op. 312 (1880)
- Vom Donaustrand, Marsch op. 339 (1887)
- Liebestraum nach dem Balle, Intermezzo op. 356 (1890)
- An Dich!, Walzer-Serenade op. 390 (1894)